# 4 tháng 10
Ngày 4 tháng 10 là ngày thứ 277 (278 trong năm nhuận) trong lịch Gregory. Còn 88 ngày trong năm.

## Sự kiện
- 23 – Lục Lâm quân tiến vào kinh thành Trường An của triều Tân, hoàng đế Vương Mãng hai ngày sau bị sát hại trong tình hình hỗn loạn.
- 1323 – Dã Tôn Thiết Mộc Nhi đăng cơ tại khu vực Long Cư hà, trở thành hoàng đế thứ sáu của triều Nguyên và đại hãn thứ 10 của đế quốc Mông Cổ.
- 1363 – Trận hồ Bà Dương kết thúc với kết quả là quân Minh của Chu Nguyên Chương giành thắng lợi trước quân Hán của Trần Hữu Lượng.
- 1883 – Đại hội đầu tiên của Lữ đoàn Nam được tổ chức tại Glasgow của Scotland nhằm phát triển nam tính của nam thiếu niên Kitô hữu.
- 1957 – Chạy đua vào không gian: Tàu vũ trụ Sputnik 1 của Liên Xô được tên lửa R-7 phóng lên từ sân bay vũ trụ Baykonur thuộc Kazakhstan, là vệ tinh nhân tạo đầu tiên lên quỹ đạo Trái Đất.
- 1965 – Mặt trận Dân tộc Giải phóng miền Nam Việt Nam đặt hai quả bom ở sân vận động Cộng Hòa, Sài Gòn.
- 1985 – Nhà phát triển phần mềm Richard Stallman thành lập Quỹ Phần mềm Tự do nhằm hỗ trợ phong trào phần mềm tự do.
- 1993 – Khủng hoảng hiến pháp Nga: Các xe tăng bắn vào Nhà Trắng tại Moskva trong lúc bên ngoài có nhiều người biểu tình chống Tổng thống Boris Yeltsin.
- 2010 – Một hồ chứa chất thải của nhà máy alumin Ajka tại Hungary gặp sự cố, khiến khoảng một triệu mét khối chất thải lỏng từ các hồ bùn đỏ tràn ra các khu vực xung quanh.

## Sinh
- 1300 – Trần Minh Tông, hoàng đế thứ năm của nhà Trần (m. 1357).
- 1814 – Jean-François Millet, họa sĩ Pháp (m. 1875)
- 1822 – Rutherford Birchard Hayes, tổng thống Hoa Kỳ thứ 19 (m. 1893)
- 1895 – Buster Keaton, diễn viên, đạo diễn người Mỹ (m. 1966)
- 1916 – Vitalij Lazarevich Ginzburg, nhà vật lý Nga (m. 2009)
- 1917 – Yakov Fedotovich Pavlov, Anh hùng Liên bang Xô viết (m. 1981)
- 1918 – Fukui Kenichi, nhà hóa học Nhật Bản (m. 1998)
- 1920 – Tố Hữu, nhà thơ, nhà chính trị Việt Nam (m. 2002)
- 1923 – Charlton Heston, diễn viên điện ảnh Mỹ (m. 2008)
- 1941 – Đặng Tuyết Mai, cố Đệ nhất phu nhân Việt Nam Cộng hòa, vợ cũ của chính khánh Nguyễn Cao Kỳ
- 1946 – Susan Sarandon, diễn viên điện ảnh Mỹ
- 1961 – Takahashi Kazuki, họa sĩ truyện tranh Nhật Bản
- 1968 - Đức Hùng, nhà thiết kế và diễn viên người Việt Nam
- 1976
  - Mauro Camoranesi, cầu thủ bóng đá Ý
  - Cristiano Roland, cầu thủ bóng đá Brasil
  - Alicia Silverstone, diễn viên điện ảnh Mỹ
- 1978 – Horie Kei, diễn viên, nhà văn, nhà sản xuất phim, đạo diễn Nhật Bản
- 1980 – Tomáš Rosický, cầu thủ bóng đá Séc
- 1982 - Don Nguyễn, nam ca sĩ người Việt Nam
- 1984 – Lena Katina, ca sĩ Nga, thành viên nhóm nhạc t.A.T.u.
- 1985 – Kazunori Tani, diễn viên Nhật Bản
- 1989 – Dakota Johnson, diễn viên, người mẫu Mỹ
- 1995 – Yoon Jeong-han, nam ca sĩ người Hàn Quốc, thành viên nhóm nhạc nam SEVENTEEN
- 1997 – Yuju, ca sĩ người Hàn Quốc,thành viên nhóm nhạc nữ Gfriend

## Mất
- 1582 – Têrêsa thành Ávila, tu sĩ dòng Cát Minh, nhà thần học Tây Ban Nha (s. 1515)
- 1669 – Rembrandt, họa sĩ Hà Lan (s. 1606)
- 1747 – Amaro Pargo, cướp biển và thương gia người Tây Ban Nha (s. 1678)
- 1847 – Thiệu Trị, hoàng đế thứ ba của nhà Nguyễn (s. 1807).
- 1947 – Max Planck, nhà vật lý Đức (s. 1858)
- 1951 – Henrietta Lacks, nông dân Mỹ, hiến tế bào phục vụ cho y học (s. 1920)
- 1968 – Imamura Hitoshi, tướng Lục quân Đế quốc Nhật Bản (s. 1886)
- 1972 – Đặng Vũ Hỷ, bác sĩ Việt Nam (s. 1910)
- 2000 – Michael Smith, nhà hóa sinh người Canada gốc Anh (s. 1932)
- 2009 – Nakagawa Shōichi, cựu bộ trưởng Bộ Tài chính Nhật Bản (s. 1953)
- 2013 – Võ Nguyên Giáp, chính trị gia, Đại tướng, Tổng tư lệnh Quân đội Nhân dân Việt Nam (s. 1911).

## Những ngày lễ và kỷ niệm
- Ngày lễ kính thánh Phanxicô thành Assisi
- Ngày Động vật thế giới
- Ngày lễ Độc lập của Vương quốc Lesotho (1966)
- Ngày Kỹ năng lao động Việt Nam theo Quyết định số 1486/QĐ-TTg ngày 01-10-2020 của Thủ tướng Chính phủ
- Ngày Phòng cháy, chữa cháy toàn dân tại Việt Nam[1]